# Leclercqia andrewsii

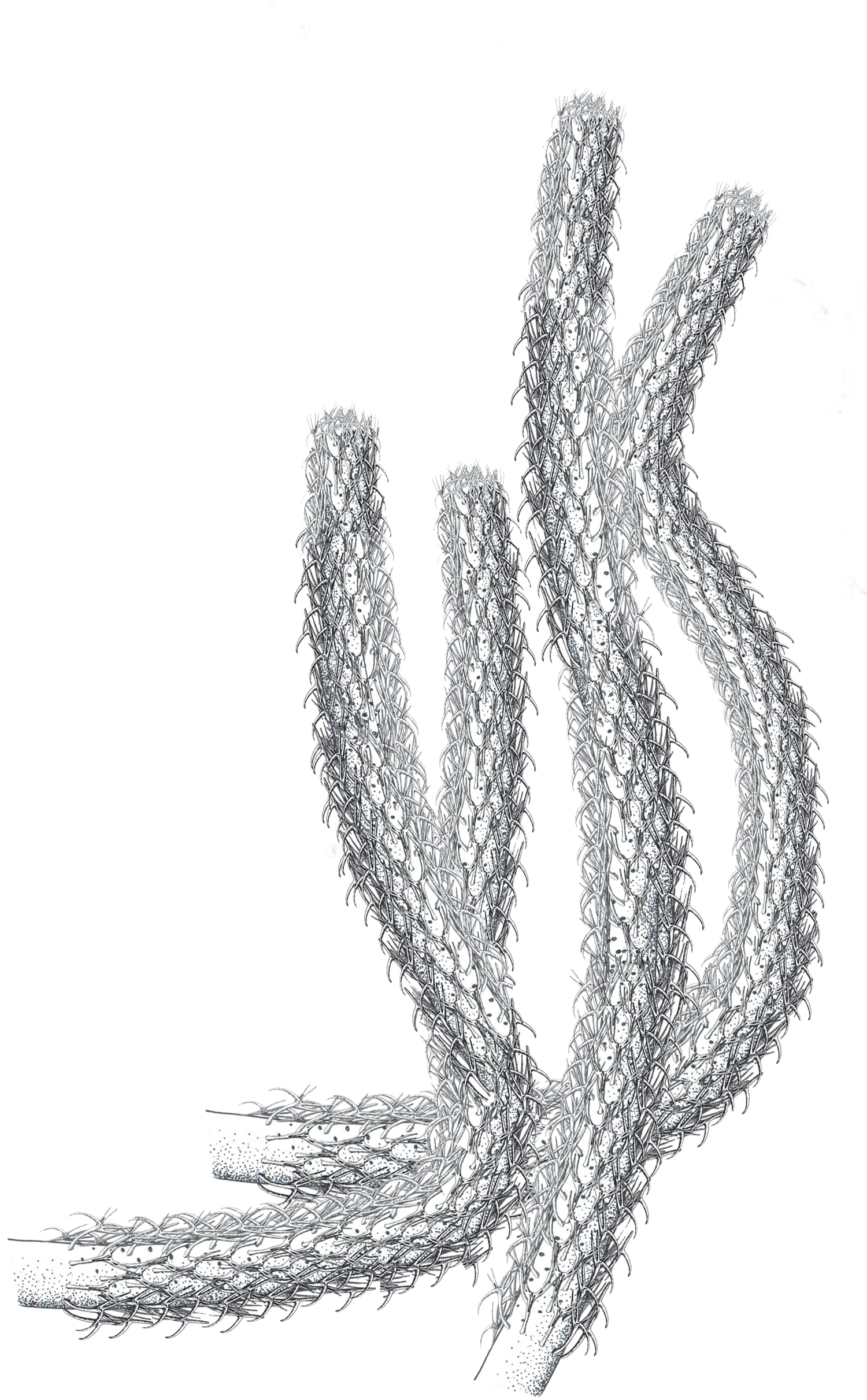
Porte general de la especie.

Leclercqia andrewsii Gensel et Kasper 2005 es una especie extinta de licofitas descrita a partir de sus restos fósiles aparecidos en sedimentos del Devónico Medio en Xinjiang, China. Toma su nombre genérico de la paleobotánica belga Suzanne Leclercq y su epíteto específico, andrewsii, del paleobotánico estadounidense Henry Nathaniel Andrews. La especie está caracterizada por la morfología de sus lígulas o micrófilos, las únicas en su género en las que el segmento central no se encuentra curvado y en su tamaño significativamente menor que el de otros representantes de Leclercqia. 
Estas especies se consideran ancestros o taxones hermanos de los ancestros de los lepidodendros. Según se deduce del área de distribución de sus fósiles y de las características de los sedimentos en los que éstos se encuentran ha podido establecerse que esta especie tuvo una distribución cosmopolita y que debía  desarrollarse en los márgenes de arroyos y lagunas de agua dulce.

## Morfología
Los fósiles de Leclercqia andrewsii muestran los restos de un vegetal de porte herbáceo con un eje central muy delgado, más que en el resto de las especies de su género, y con ramificación dicótoma. Alrededor del tallo con inserción helicoidal muy profusa se encuentran gran número de micrófilos, lígulas, asociados a esporangios en algunas zonas. La morfología de los micrófilos es compleja, más que la de muchos de los licopodios actuales siendo estas plantas las primeras licófitas conocidos que los poseían. Los micrófilos estaban formados por una lámina dividida distalmente en cinco segmentos situados en el mismo plano y con una ligera curvatura adaxial. Esta especie es la única de las conocidas para su género en la que el segmento central del microfilo no se curva abaxialmente.
La epidermis de los micrófilos portaban estomas poco abundantes y levemente inmersos tal como cabría esperar en especies que viven en zonas de alta humedad. El microfilo  poseía un  cilindro vascular del tipo actinostela exarca que no irrigaba a los segmentos terminales y similar al que poseía Protolepidodendron. El xilema constaba de un número variable de entre 14 y 18 haces de protoxilema con traqueidas anulares y helicoidales que delimitaba un metaxilema con traqueidas escaleriformes con punteaduras uni a multiseriadas de morfología elongada.
El sistema vascular presente en todo el género permitía a las especies que lo poseían mantener una posición erecta independiente de la presencia de agua en el entorno. Esta característica es única en los vegetales devónicos pues el resto de las especies conocidas como Aglaophyton major, Asteroxylon mackiei, Rhynia gwynne-vaughanii u Horneophyton lignieri mantenían su posición gracias al turgor que les proporcionaba el agua a sus tejidos.
Como en todos los representantes del género Leclercqia la fase gametófito es desconocida y la descripción corresponde al esporófito. Los esporangios de Leclercqia andrewsii se encontraban en la zona adaxial de los micrófilos y muy próximo a donde la lámina se dividía. Se agrupaban en regiones discretas del individuo intercaladas por porciones de tallo con micrófilos estériles. Los esporangios tenían una morfología elipsoidal y dehiscencia marginal superior de modo que ésta se producía paralela al eje principal del talo en dos valvas. 
Se desconoce si esta especie o alguna de sus afines presentaban megasporangios o si era homospórea como algunos licófitos actuales. Las esporas de esta especie se corresponden con la palinoespecie Acinosporites, esporas ornamentadas con entre 60 y 85 μm de diámetro y que en su zona ecuatorial poseían espinas de 5 a 9 μm.

## Distribución y ecología
Los restos fósiles que permitieron la descripción de la especie proceden de la Formación Campbellton, cerca del río Restigouche, Nuevo Brunswick, Canadá. Son varios los estudios paleogeográficos que se han realizado en esta especie y en otras similares y todos ellos indican que estos vegetales debieron ocupar en vida los márgenes de un delta fluvial o arroyo en el periodo Emsiense del Devónico Medio.